# 영월 무릉리 요선암 돌개구멍
영월 무릉리 요선암 돌개구멍(寧越 武陵里 邀仙岩 돌개구멍)은 대한민국 강원특별자치도 영월군 무릉도원면 무릉리, 주천강 화강암반 위에 형성된 지형이다. 2013년 4월 11일 대한민국의 천연기념물 제543호로 지정되었다.

## 개요
다양한 형태와 규모의 하식기원 돌개구멍들이 화강암반 하상위에 폭넓게 발달되어 있어, 하천의 윤회와 유수에 의한 하식작용 등을 밝힐 수 있는 학술적 가치가 크며, 여러개의 돌개구멍이 복합적으로 발달된 지형자체가 가지는 경관적 가치도 우수하다.

## 요선암
'신선을 맞이하는 바위'라는 뜻으로 조선시대 문예가 봉래 양사언이 평창군수 시절, 이곳의 풍광을 즐기며 암반위에 ‘요선암’이라고 새겼다는 이야기가 전해온다.

## 돌개구멍(pot hole)
'속이 깊고 둥근 항아리 구멍'이란 의미로 하천에 의해 운반되던 자갈 등이 오목한 하상의 기반암에 들어가 유수의 소용돌이와 함께 회전하면서 기반암을 마모시켜 발달하는 지형이다. 보통 하천의 상류지역에서 빠른 유속과 큰 에너지를 바탕으로 형성된 와지에 자갈이나 모래와 같은 퇴적물질이 들어가, 와동류(회오리가 이는 듯한 물살)에 의해서 반복적인 회전운동을 통해 포트 홀 내벽을 침식, 점차 포트 홀이 성장하게 되며, 지속해서 내벽 및 하부침식이 일어나 커다란 항아리 모양으로 기반암을 파게 된다. 주로 사암이나 화강암과 같은 등질성의 단단한 암석에서 잘 발달하며, 형태로는 원형이나 타원형이 다수를 차지한다.

## 참고 자료
- 영월 무릉리 요선암 돌개구멍 - 국가유산청 국가유산포털